# Melvis Coss
Melvis Coss Quintana (Santiago di Cuba, 12 ottobre 1964) è un'ex cestista cubana.

## Carriera
Con Cuba ha disputato due edizioni dei Campionati mondiali (1983, 1986).